# La última tentación de Cristo
La última tentación de Cristo (en inglés: The Last Temptation of Christ) es una película canadiense-estadounidense dirigida por Martin Scorsese, escrita por Paul Schrader y está basada en la novela homónima de Nikos Kazantzakis de 1955. Protagonizada por Willem Dafoe, Harvey Keitel, Barbara Hershey, Andre Gregory, Harry Dean Stanton y David Bowie, la película fue enteramente filmada en Marruecos.

## Argumento
Jesús de Nazaret, un carpintero en la Judea ocupada por los romanos, se debate entre sus propios deseos y su conocimiento del plan de Dios para él. Judas Iscariote, quien colabora con los romanos para castigar a los judíos rebeldes, es enviado a matar a Jesús, pero Judas sospecha que Jesús es el Mesías y le pide que lidere una guerra de liberación contra los romanos. Mientras Jesús le asegura que su mensaje es de amor por la humanidad, Judas le advierte que coopere con la rebelión.
Jesús comienza a predicar después de salvar a María Magdalena de una lapidación y ser bautizado por Juan el Bautista. Recluta discípulos, algunos que quieren liberarse de los romanos, mientras que Jesús sostiene que la gente debe ocuparse de los asuntos del espíritu. Jesús va al desierto para probar su conexión con Dios, donde resiste la tentación de Satanás. Al regresar del desierto, Marta y María de Betania cuidan a Jesús hasta que recupera la salud, y lo alientan a casarse y tener hijos.
Después de realizar milagros, incluyendo resucitar a Lázaro de entre los muertos, el ministerio de Jesús llega a Jerusalén donde expulsa a los prestamistas del templo mediante una rebelión. Jesús consulta a Dios si esta era la manera correcta de proceder cuando de pronto comienzan a sangrar sus manos, lo que reconoce como una señal de que debe morir en la cruz para traer la salvación a la humanidad, e instruye a Judas para que lo entregue a los romanos. Jesús convoca a sus discípulos para un seder de Pascua, después de lo cual, Judas dirige un contingente de soldados para arrestar a Jesús en el jardín de Getsemaní. Poncio Pilato le dice a Jesús que debe ser ejecutado, ya que representa una amenaza para el Imperio Romano; posteriormente es torturado, humillado y llevado a ser crucificado.
Mientras está en la cruz, Jesús tiene una última tentación. Una joven, la cual se hace llamar ángel de la guarda de Jesús, le comunica que, si bien es el Hijo de Dios, no necesariamente es el Mesías y que Dios está complacido con él y quiere que sea feliz, por lo que Jesús podía bajarse libremente de la cruz y vivir como un mortal, a lo que Jesús accede. Posteriormente, ella lo baja de la cruz e, invisible para los demás, lo lleva hasta María Magdalena, con quien se casa. Viven una vida feliz, pero cuando ella muere abruptamente, Jesús es consolado por su ángel y pasa a formar una familia con María y Marta, las hermanas de Lázaro. Ya mayor, Jesús se encuentra con Pablo el Apóstol, predicando sobre el Mesías, y trata de decirle que él es el hombre de quien Pablo ha estado predicando. Pablo lo repudia, diciendo que aunque Jesús no hubiera muerto en la cruz, su mensaje era la verdad, y nada le impediría proclamarlo, pues la enseñanza de Jesús no se representaba en sus acciones, sino en el mensaje que transmitía su Ser. Jesús lo debate, afirmando que la salvación no puede basarse en mentiras.
Cerca del final de su vida, con Jerusalén en medio de la rebelión contra los romanos, un anciano Jesús moribundo llama a sus antiguos discípulos a su lecho. Cuando llega Judas, revela que el ángel guardián de Jesús es en realidad Satanás, quien lo engañó, haciéndole creer que no tenía que entregarse para salvar al mundo. Arrastrándose de regreso a través de la ciudad en llamas, Jesús llega al lugar de su crucifixión y le ruega a Dios que le permita cumplir su propósito, diciendo «¡Quiero ser el Mesías!». Jesús entonces se encuentra una vez más clavado en la cruz, habiendo superado la «última tentación» de escapar de la muerte, casarse y formar una familia, y el consiguiente desastre que, en consecuencia, habría abarcado la humanidad. Jesús clama «¡Todo está cumplido!», y muere.
En esta última escena se crea un debate sobre si Dios hace retroceder el tiempo o si toda la historia de la última tentación (desde que Jesús se baja de la cruz) es un sueño que concluiría con Jesús despertando luego de haberse dado cuenta de que él es el Mesías. Esta última teoría se sustenta por las declaraciones del guionista Paul Schrader quien dijo: "No es Dios quien nos ha creado, sino que somos nosotros, a través de nuestro esfuerzo, quienes creamos a Dios. Jesús de hecho estaba creando a Dios". 

## Reparto
- Willem Dafoe como Jesús.
- Harvey Keitel como Judas Iscariote.
- Verna Bloom como María, madre de Jesús.
- Barbara Hershey como María Magdalena.
- Victor Argo como Pedro.
- Gary Basaraba como Andrés.
- Irvin Kershner como Zebedeo.
- John Lurie como Santiago.
- Harry Dean Stanton como Saulo/Pablo de Tarso.
- David Bowie como Poncio Pilato.

## Premios
- Premio del Festival de cine de Venecia 1988 a Martin Scorsese (Premio de crítica Bastone Bianco).

## Nominaciones
- Nominación al Premio Óscar 1989 al mejor director (Martin Scorsese).
- Nominación al Premio Globo de Oro 1989 a la mejor actriz de reparto (Barbara Hershey) y a mejor banda sonora original (Peter Gabriel).
- Nominación al Premio Razzie 1989 al peor actor secundario (Harvey Keitel).
- Nominación al Premio Grammy 1990 a la mejor música instrumental (Peter Gabriel).

## Comentarios
La película fue enteramente filmada en Marruecos, principalmente en la ciudad de Mequinez y las ruinas romanas de Volubilis entre octubre de 1987 y el 25 de diciembre de 1987.
Escritores de NNDB afirman que el guion de Paul Schrader y el desempeño de Willem Dafoe hicieron tal vez el retrato más honesto de Cristo alguna vez filmado.
Scorsese dijo que Judas "representa la violencia y la fuerza, pero esa no es la forma correcta" y que la película era un conflicto entre los principios de la fuerza y el amor.
Scorsese añadió que la frase del ángel: "Solo hay una mujer en el mundo. Una mujer con muchos rostros" pretendía alertar al público de que el ángel era una treta de Satanás.

## Censura
La película fue prohibida o censurada durante años en Grecia, Sudáfrica, Turquía, Perú, México, Chile y Argentina. En Chile se prohibió su exhibición hasta 2003, en el que la Corte IDH ordenó que se exhibiera. Ese mismo año, TVN (Televisión Nacional de Chile) realizó el estreno del filme para la TV abierta chilena.
En febrero de 2024, la película seguía prohibida en Filipinas y Singapur.

## Ataque terrorista
El 12 de agosto de 1988, protestas siguieron la proyección de la película en Estados Unidos y el  28 de septiembre de 1988, una «guerrilla de mensaje» ocurrió en Francia para denunciar la película. 
El 23 de octubre de 1988, un grupo de católicos integristas incendió un cine que proyectaba la cinta en el barrio de Saint Michel en París. Este atentado causó catorce heridos, de los cuales cuatro graves. Otros incendios fueron provocados en el cine de Gaumont-Opera (París) y en el cine de Besançon, resultando en un muerto. Cinco militantes de la AGRIF (Alianza General contra el Racismo y para el Respeto de la Identidad Francesa y Cristiana) fueron condenados a penas de cárcel condicional, de quince a treinta y seis meses. Y cuatrocientos cincuenta mil francos por daños y perjuicios.